# تاماس كيس (لاعب كرة قدم)
تاماس كيس (بالمجرية: Kiss Tamás)‏ هو لاعب كرة قدم مجري، ولد في 27 سبتمبر 1979 في سكسارد في المجر. لعب مع Szekszárdi UFC ‏.